# Plectranthus lycopifolius
Plectranthus lycopifolius là một loài thực vật có hoa trong họ Hoa môi. Loài này được A.Rich. miêu tả khoa học đầu tiên năm 1850.